# Святое дело
«Святое дело» — российская кинокомедия 2007 года, поставленная режиссёром Дмитрием Корявовым. Последняя кинороль Михаила Кокшенова.
Сюжет повествует о поисках сокровищ Романовых, бесследно утраченных более 400 лет назад.

## Сюжет
1613 год, смутное время. Земский собор зовет на царство юного Михаила Романова, да чтобы получить согласие его матери, отправляют бояре из Москвы в Кострому санный поезд с дарами. По дороге на обоз нападают поляки, драгоценности исчезают.
Следы сокровищ всплывают в наше время. И разные персонажи вольно или невольно оказываются втянутыми в поиски клада.

## В ролях
| Актёр              | Роль                                             |
| ------------------ | ------------------------------------------------ |
| Сергей Габриэлян   | Васька Бабочкин (отставной клоун)                |
| Сергей Кузькин     | Люсик (артист массовых сцен оперы и балета)      |
| Мирослава Карпович | Катюня                                           |
| Роман Мадянов      | Николай Мудрак (руководитель районного масштаба) |
| Геннадий Венгеров  | Модест Морозовский (режиссёр-авангардист)        |
| Михаил Ефремов     | принудительнолечащийся                           |
| Алексей Панин      | принудительнолечащийся                           |
| Михаил Кокшенов    | принудительнолечащийся                           |
| Елена Галибина     | Зинуля                                           |
| Виктор Лазарев     | Посещённый                                       |
| Нелли Неведина     | жена Морозовского                                |
| Игорь Лях          | Добреньков (отец Катюни)                         |
| Александр Новиков  | Хряпа                                            |

## Музыка
Музыку к кинофильму написал экс-солист группы «Доктор Ватсон» Игорь Браславский.

## Награды
- VII Всероссийский фестиваль комедийного фильма «Улыбнись, Россия!»
  - Лучший сценарий
  - Лучшая режиссура
  - Лучшее продюсирование
  - Лучшая постановка трюков
  - Лучшая мужская роль (Сергей Габриэлян за роль Васьки)